# La Chasse et l'Amour
La Chasse et l'Amour est une pièce de théâtre d'Alexandre Dumas, Pierre-Joseph Rousseau et Adolphe de Leuven, publiée et créée en 1825 à Paris.
Il s'agit d'un vaudeville en un acte. L'action se déroule dans la vallée de Montmorency ; un marchand myope, Papillon, qui doit épouser Angélique, la fille de Delbeuf, accompagne son futur beau-père dans une partie de chasse, mais il blesse Delbeuf et tue son chien. Pendant ce temps, Ernest, amoureux d'Angélique, profite de l'absence du père pour charmer la mère de la jeune fille, qui prend son parti. Les deux jeunes gens se marient à la fin de la pièce.
La pièce est créée le 22 septembre 1825 au Théâtre de l'Ambigu-Comique à Paris et éditée la même année à Paris chez Duvernois et Sétier.